# دریاچه پیش‌یخچالی

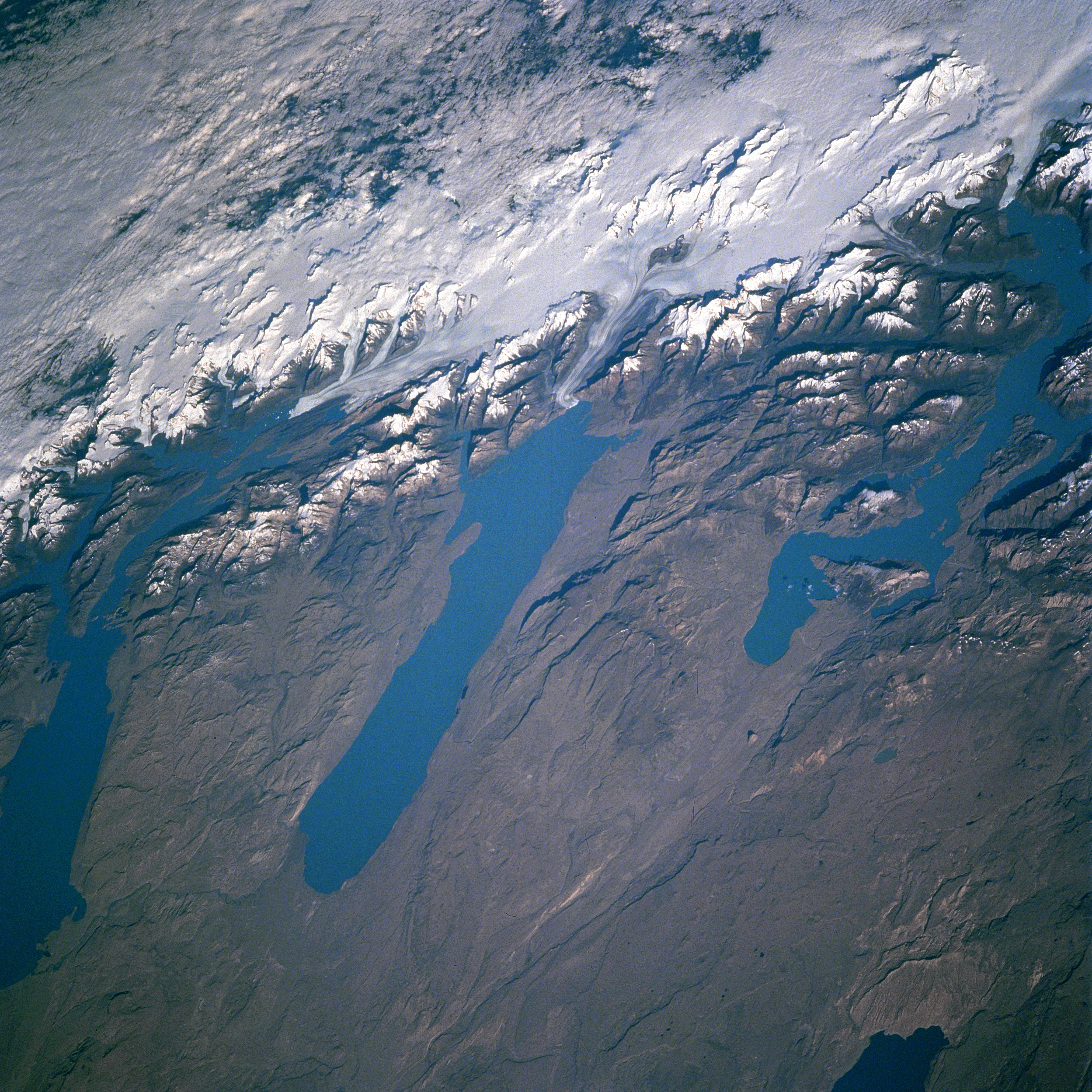
دریاچه‌های پیش‌یخچالی آرژانتین: لاگو ویدما (وسط)، لاگو آرژانتینو (چپ) و لاگو سن مارتین (راست). یخچال‌های طبیعی در حال پسروی در بالای آن دیده می‌شوند.

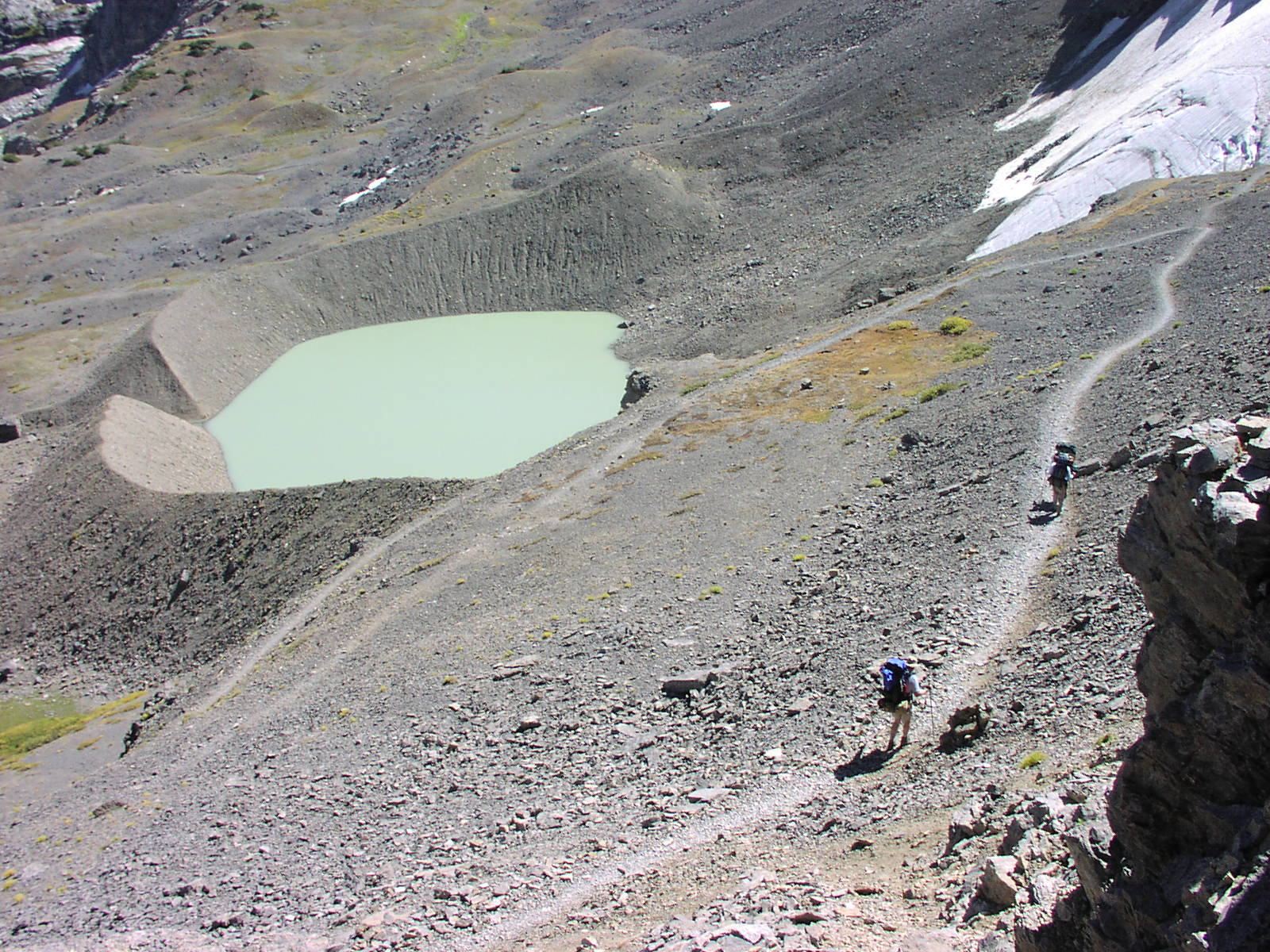
تارن - دریاچه‌ای پیش‌یخچالی که توسط مورن پایانی یخچال اتاق‌مدرسه‌ای در حال پسروی در پارک ملی گراند تتون، وایومینگ محاصره شده‌است.

در زمین‌شناسی، دریاچه پیش‌یخچالی یا دریاچه پیش‌یخساری (به انگلیسی: Proglacial lake)، به دریاچه‌ای گفته می‌شود که یا در اثر سد کردن یک یخ‌رفت در طول پسروی یک یخچال در حال ذوب، یک سد یخی یخبندان، یا توسط آب ذوبی که در برابر یخسار به دام افتاده‌است، به دلیل فرورفتگی ترازایستایی پوسته در پیرامون یخ تشکیل شده‌است. در پایان آخرین عصر یخبندان در حدود ۱۰۰۰۰ سال پیش، دریاچه‌های بزرگ پیش‌یخچالی یک ویژگی گسترده در نیم‌کره شمالی بودند.